# Табатай (деревня)
Табатай (бур. Табата - с пятью) — деревня в Осинском районе Иркутской области (Усть-Ордынский Бурятский округ). Входит в муниципальное образование «Каха-Онгойское».

## География
Расположен в 18 км к северо-востоку от районного центра, села Оса, на высоте 476 метра над уровнем моря.

### Внутреннее деление
Состоит из 1-й улицы (Табатайская).

## Топонимика
По одной из версий, название Табатай относится к группе топонимов, содержащих числовые компоненты и происходит от бурятского табан — пять.

## Население
| 2002 | 2010 | 2011 | 2012 | 2019 |
| ---- | ---- | ---- | ---- | ---- |
| 2    | ↗3   | →3   | →3   | ↗6   |